# Jarosława Jóźwiakowska
Jarosława Jóźwiakowska-Bieda, poljska atletinja, * 20. januar 1937, Poznanj, Poljska.
Nastopila je na poletnih olimpijskih igrah v letih 1960 in 1964, leta 1960 je osvojila naslov olimpijske podprvakinje v skoku v višino, leta 1964 pa deseto mesto. Na evropskih prvenstvih je osvojila bronasto medaljo leta 1966.